# Merychippus
Merychippus — викопний протокінь, який був ендеміком Північної Америки під час міоцену, 15.97–5.33 мільйонів років тому. Він мав по три пальці на кожній нозі, і це перший кінь, який пасся.

## Опис

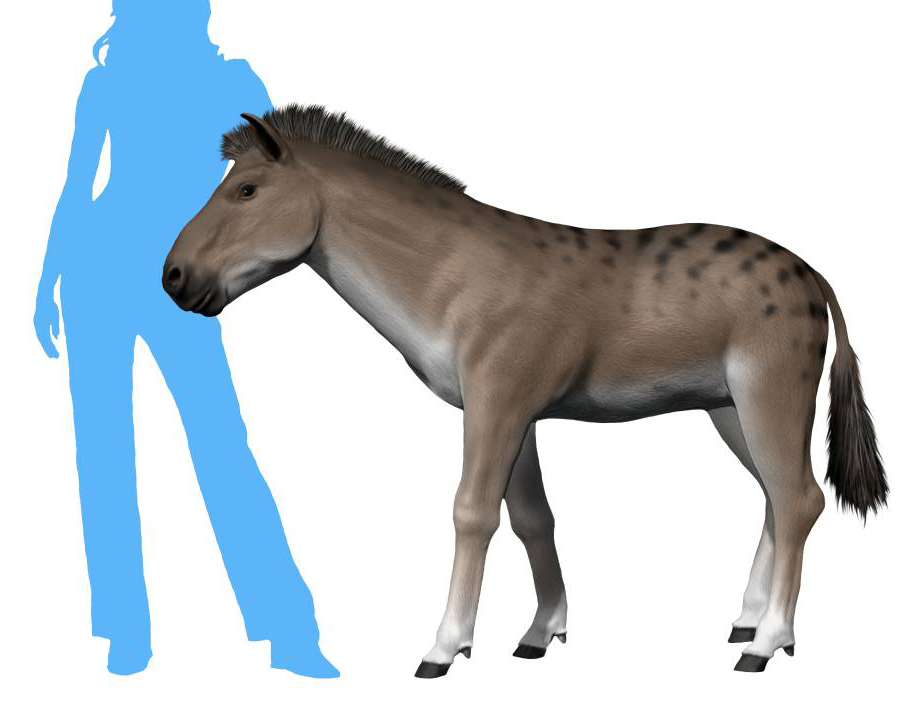
Реконструкція Merychippus у порівнянні з людиною

Merychippus жив групами. Його зріст становив близько 89 см, і на той час він був найвищим з усіх коней. Його морда була довшою, щелепа глибша, а очі розставлені ширше, ніж у будь-якої іншої конеподібної тварини на сьогодні. Мозок також був набагато більшим, що робило його розумнішим і спритнішим. Мерихіп був першим конем, який мав характерну форму голови, як у сучасних коней. Розміри непарнопалих також зросли, середня вага Merychippus коливалася від 71 до 100,6 кг.
Міоцен був часом різких змін у навколишньому середовищі, з перетворенням лісів на трав'яні рівнини. Це призвело до еволюційних змін у копитах і зубах непарнопалих. Зміна поверхні з м'якої, нерівної грязі на тверді луки означала, що потреба у збільшенні площі поверхні була меншою. Стопа повністю підтримувалася зв'язками, а середній палець перетворився на копито, яке не мало подушечки на дні. У деяких видів Merychippus бічні пальці були більшими, тоді як в інших вони зменшилися і торкалися землі лише під час бігу. Перетворення на рівнини також означало, що Merychippus почав споживати більше багатих фітолітами рослин. Це призвело до наявності гіпсодонтних зубів. Такі зуби коливаються від середньої до інтенсивної висоти коронки, вигнуті, вкриті великою кількістю цементу та характерні для тварин, що пасуться.